# Ljusskärsgrundet
Ljusskärsgrundet är en ö i Finland.   Den ligger i kommunen Kyrkslätt i den ekonomiska regionen  Helsingfors  och landskapet Nyland, i den södra delen av landet, 18 km väster om huvudstaden Helsingfors.